# Pakandangan Tengah
Pakandangan Tengah is een bestuurslaag in het regentschap Sumenep van de provincie Oost-Java, Indonesië. Pakandangan Tengah telt 1551 inwoners (volkstelling 2010).